# Seseli albescens
Seseli albescens är en växtart i släktet säfferötter (Seseli) och familjen flockblommiga växter.
Arten är en perenn ört som förekommer i norra Kina. Den beskrevs först som Pimpinella albescens av Adrien René Franchet 1883, och fick sitt nu gällande namn av Michail Pimenov och Jevgenij Kljujkov 2000.